# Isola Zukriegel
L'isola Zukriegel è un'isola nell'arcipelago delle Isole Biscoe nell'Oceano Antartico.

## Origine del nome
Come altre isole vicine anche questa è dedicata a geografi e studiosi dei ghiacci, e in questo caso è un riconoscimento all'attività del geografo cecoslovacco Josef Zukriegel, specializzato in studi sui ghiacci marini e autore di Cryologia maris. La dedicazione ufficiale dell'UK-APC è del 1956.

## Descrizione
L'isola si trova a est dell'isola di Rabot nelle Isole Biscoe che furono fotografate dall'alto dall'AAE nel 1956. L'isola è lunga circa 1 miglio, situata tra l'isola di Rabot e le isole Hennessy. Per la prima volta apparve descritta accuratamente su una carta del governo argentino del 1957.